# پیر تاکی
پیر تاکی (انگلیسی: Pierre Taki; ۸ آوریل ۱۹۶۷ – ) هنرپیشه، صداپیشه، و موسیقی‌دان اهل ژاپن بود.